# Meghalaya

Distritos de Meghalaya

Meghalaya es un estado de la República de la India. Su capital es Shillong. Se encuentra al este del país, y limita: al norte y al oriente, con Assam, y al sur y al poniente, con Bangladés. Según el censo de 2011, tenía una población de casi 3 millones de habitantes.
El río Brahmaputra le sirve de frontera norte con el estado de Assam. Meghalaya formaba parte de Assam hasta que el 21 de enero de 1972 se convirtió en un estado independiente.[cita requerida]

## Geografía
Tiene una superficie de 22.429 km², que en términos de extensión es similar a la de Belice o Nueva Jersey. Cerca de una tercera parte del estado está cubierta de bosques.
Las montañas Garo, al oeste, y las montañas Khasi y las Jaintia, al este, no tienen picos extremadamente altos, y el punto de mayor altitud es el Pico Shillong, con una altura de 1.965 m s. n. m.[cita requerida]

### Cuevas de Megalaya

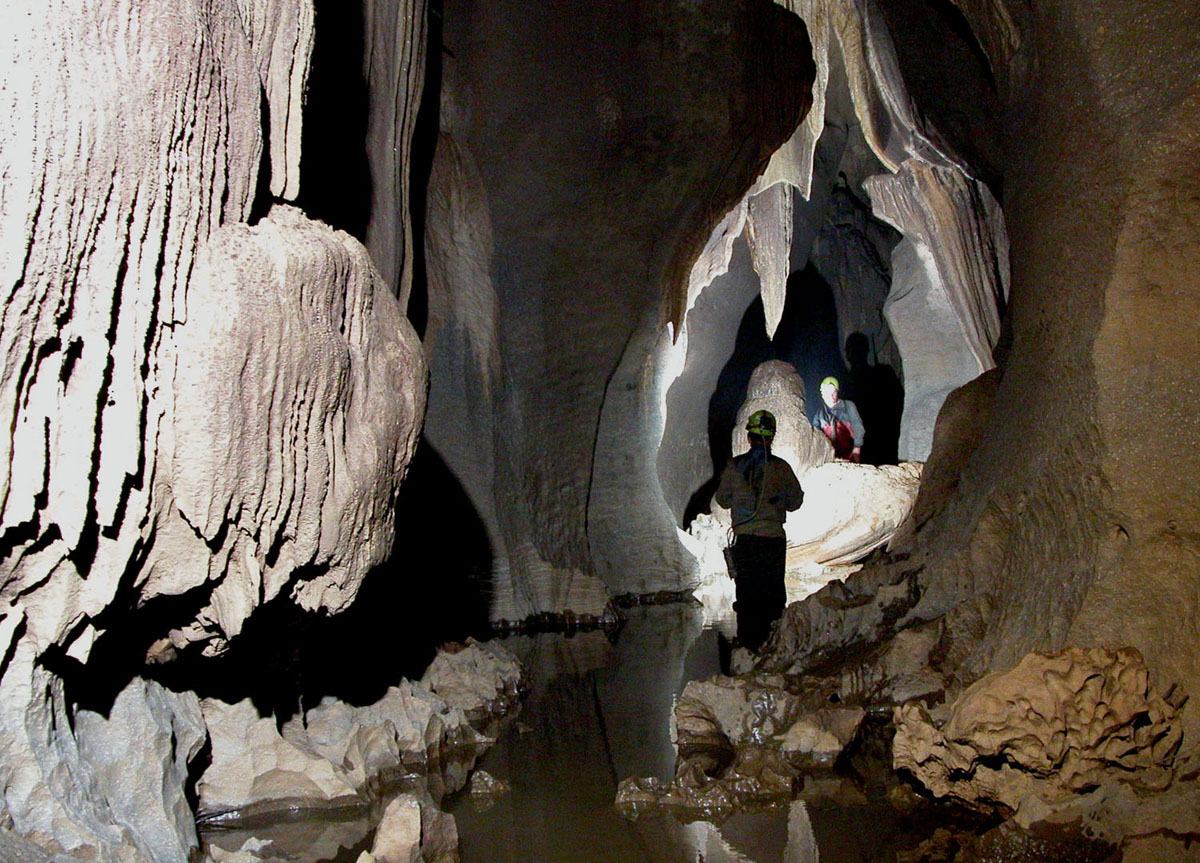
Expedición en una cueva de Megalaya

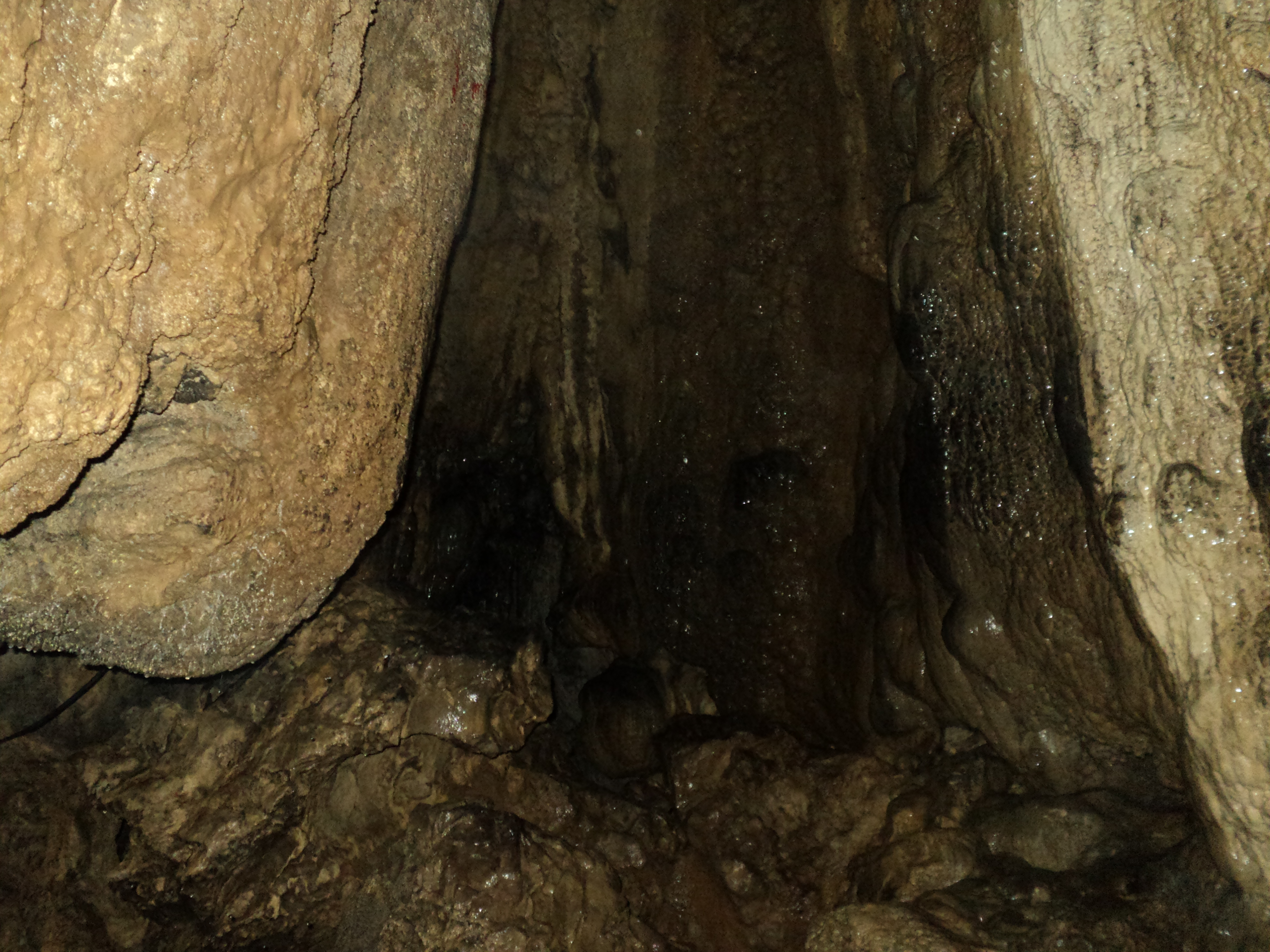
Cueva Mawsmai, cerca de Cherrapunji.

Las Cuevas de Megalaya comprenden un número importante de cuevas en los distritos de Jaintia, Montañas Khasi y Colinas Garo, en Megalaya; y se encuentran entre las más largas del mundo. De las diez cuevas más largas y más profundas de la India, las primeras nueve son de Meghalaya, mientras la décimo es de Mizoram. La más larga es Krem Liat Prah en el los Cerros de Jaintia, con cual es 30.957 m. La palabra "Krem" significa cueva en la lengua local Khasi.

## Clima
El clima es moderado pero húmedo. Las lluvias anuales tienen una media de 1200 cm, lo que le convierte en el estado con más precipitaciones del país. La ciudad de Cherrapunji, al sur de la capital, tiene el récord mundial de precipitaciones mientras que Mawsynram ostenta el título de ser la población con lluvias anuales más intensas.

## Población
En el estado, viven los khasis, los jaintias y los garos. Estos últimos habitan la parte occidental, los primeros la central y los jaintias la oriental. El grupo de los khasi, los jaintia (o pnars), los bhoi y los war son conocidos, en conjunto, como hynniewtrep o ri hynniewtrep, y habitan el centro y este del estado. Forman parte de los primeros habitantes del subcontinente, su cultura es megalítica y forman parte de la etnia protoaustraloide mon-jemer.[cita requerida]
Los garos están emparentados con los bodos y son de la etnia tibetano-birmana, y son originarios del Tíbet. Los garos se autonombran achiks, y denominan a su tierra Achikland. Tradicionalmente, a los tres grupos los han dirigido jefes de clan (con la colaboración de consejos de la aldea), llamados dolois, entre los jaintias; syiems, lyngdohs o wahadadars, entre los khasis, y nokmas, entre los garos. Algunos de los dolois llegan a la categoría de raja, con la estructura de un pequeño reino, lo que no ocurre con los otros sistemas de poder. Los consejos de aldea se conocen con el nombre de Durbar.[cita requerida]
Los khasis cuentan con unos cincuenta syiems, que a su vez disponen de myntries (ministros), que son miembros del Dunbar o Consejo. El syiem es sucedido por el más anciano o por un colegio electoral, con predominio de la opinión de los consejeros de más edad, en caso de desacuerdo. Los nokmas cuentan con la colaboración, en el gobierno, de los laskars (ayudantes), nombrados por ellos, y se toma muy en cuenta la opinión de la esposa (machong).[cita requerida]

## Economía
Meghalaya es rica en minerales y en ella hay minas de carbón que provocan una grave contaminación del agua. Las minas son peligrosas para los trabajadores; quince mineros murieron en una inundación de una mina en 2012, y otros trece quedaron atrapados en 2018.

## Hechos y cifras
- Grupos étnicos:

- Khasi: 49%.
- Garo: 34%.
- Bengalí: 2.5%.
- Shayj: 2.3%.
- Koch: 2.8%.
- Hajong: 1.8%.
- Otros: 10.4%.

- Religión:

- Cristianos: 64.6%.
- Animistas: 16.7%.
- Hindú: 14.7%.
- Musulmanes: 4%.

## Personalidades notables
- Adolf Lu Hitler Marak